# Дар ес Салам
Дар ес Салам (Dar es Salaam, арапски : دار السلام, [Dâr as-Salâm]) је највећи град Танзаније. Има око 6.400.000 становника. Најбогатији је и најзначајнији економски центар. Престао је бити главни град седамдесетих година, али остао је битан центар. Име му значи небески мир.
Град је основао Маџид бин Саид, први султан Занзибара, 1865. или 1866. године. Био је главни административни и трговачки центар немачке источне Африке, Тангањике и Танзаније. Одлука је донета 1974. да се престоница пресели у Додому и званично је окончана 1996. године.

## Историја
Први Европљанин је био 1859. Алберт Рошер из Хамбурга. Султан од Занзибара Сејид Мајид дао је садашње име граду 1866. После султанове смрти се назадује, па тек 1887. Немачка Источноафричка компанија успоставља ту своју базу. Раст града је убрзан улогом, коју је имао као административни и комерцијални центар Немачке источне Африке. Градњом централне железнице почетком 20 века долази до индустријализације.
Велика Британија преузима Немачку источну Африку током Првог светског рата и отада се зове Тангањика. Дар ес Салам је задржао улогу. Под британском управом развили су се посебно европски и афрички делови града. После Другог светског рата Дар ес Салам јако брзо расте. Политички развој доводи до покрета за ослобођење и до независности 1961. Дар ес Салам остаје главни град. Тангањика и Занзибар се 1964. стапају у једну државу Танзанију. Додома постаје главни град 1973. Напад на америчку амбасаду се десио 1998. у Дар ес Саламу и Најробију.
Крајем 2004. земљотрес на другој страни Индијског океана и цунами који се притом подигао стигао је и до обала Танзаније, при чему је живот изгубило 11 особа. У луци Дар ес Салем, танкер је избачен на обалу при чему је дошло до оштећења нафтовода.

## Географија

### Клима
Услед близине екватора и топлог Индијског Океана, град доживљава тропске климатске услове, које карактерише вруће и влажно време током већег дела године. Он има тропску влажну и суву саванску климу (Кепен: Aw). Годишње падавине су око 1.100 mm (43 in), и у нормалној години постоје две кишне сезоне: „дуге кише” у априлу и мају, и „кратке кише” у новембру и децембру.
| Клима Дар ес Салама                                            | Клима Дар ес Салама | Клима Дар ес Салама | Клима Дар ес Салама | Клима Дар ес Салама | Клима Дар ес Салама | Клима Дар ес Салама | Клима Дар ес Салама | Клима Дар ес Салама | Клима Дар ес Салама | Клима Дар ес Салама | Клима Дар ес Салама | Клима Дар ес Салама | Клима Дар ес Салама |
| Показатељ \ Месец                                              | .Јан.               | .Феб.               | .Мар.               | .Апр.               | .Мај.               | .Јун.               | .Јул.               | .Авг.               | .Сеп.               | .Окт.               | .Нов.               | .Дец.               | .Год.               |
| -------------------------------------------------------------- | ------------------- | ------------------- | ------------------- | ------------------- | ------------------- | ------------------- | ------------------- | ------------------- | ------------------- | ------------------- | ------------------- | ------------------- | ------------------- |
| Апсолутни максимум, °C (°F)                                    | 35,0 (95)           | 35,2 (95,4)         | 35,0 (95)           | 35,0 (95)           | 32,9 (91,2)         | 33,0 (91,4)         | 31,8 (89,2)         | 31,9 (89,4)         | 33,8 (92,8)         | 33,7 (92,7)         | 34,0 (93,2)         | 34,5 (94,1)         | 35,2 (95,4)         |
| Максимум, °C (°F)                                              | 31,8 (89,2)         | 32,4 (90,3)         | 32,1 (89,8)         | 30,7 (87,3)         | 29,8 (85,6)         | 29,3 (84,7)         | 28,9 (84)           | 29,4 (84,9)         | 30,3 (86,5)         | 30,9 (87,6)         | 31,4 (88,5)         | 31,6 (88,9)         | 30,7 (87,3)         |
| Минимум, °C (°F)                                               | 23,5 (74,3)         | 23,3 (73,9)         | 22,8 (73)           | 22,4 (72,3)         | 21,3 (70,3)         | 19,2 (66,6)         | 18,2 (64,8)         | 18,1 (64,6)         | 18,4 (65,1)         | 19,7 (67,5)         | 21,3 (70,3)         | 22,8 (73)           | 20,9 (69,6)         |
| Апсолутни минимум, °C (°F)                                     | 18,1 (64,6)         | 18,4 (65,1)         | 19,6 (67,3)         | 19,6 (67,3)         | 16,2 (61,2)         | 14,4 (57,9)         | 13,7 (56,7)         | 12,8 (55)           | 14,3 (57,7)         | 15,8 (60,4)         | 17,6 (63,7)         | 18,8 (65,8)         | 12,8 (55)           |
| Количина кише, mm (in)                                         | 76,3 (3,004)        | 54,9 (2,161)        | 138,1 (5,437)       | 254,2 (10,008)      | 197,8 (7,787)       | 42,9 (1,689)        | 25,6 (1,008)        | 24,1 (0,949)        | 22,8 (0,898)        | 69,3 (2,728)        | 125,9 (4,957)       | 117,8 (4,638)       | 1.149,7 (45,264)    |
| Дани са кишом (≥ 1.0 mm)                                       | 7                   | 4                   | 11                  | 18                  | 13                  | 5                   | 4                   | 4                   | 3                   | 5                   | 8                   | 9                   | 91                  |
| Релативна влажност, %                                          | 77                  | 76                  | 80                  | 84                  | 81                  | 78                  | 77                  | 76                  | 75                  | 76                  | 78                  | 78                  | 79                  |
| Сунчани сати — месечни просек                                  | 235,6               | 223,2               | 213,9               | 156,0               | 213,9               | 222,0               | 223,2               | 266,6               | 252,0               | 275,9               | 252,0               | 241,8               | 2.776,1             |
| Сунчани сати — дневни просек                                   | 7,6                 | 7,9                 | 6,9                 | 5,2                 | 6,9                 | 7,4                 | 7,2                 | 8,6                 | 8,4                 | 8,9                 | 8,4                 | 7,8                 | 7,6                 |
| Извор #1: World Meteorological Organization                    |                     |                     |                     |                     |                     |                     |                     |                     |                     |                     |                     |                     |                     |
| Извор #2: Deutscher Wetterdienst (extremes, humidity, and sun) |                     |                     |                     |                     |                     |                     |                     |                     |                     |                     |                     |                     |                     |

## Становништво
| Година       |
| Становништво |
| ------------ |

## Привреда
Најзначајнији је танзанијски град и за бизнис и за владу. Танзанија има 80% руралног становништва, па Дар ес Салам има високу концентрацију трговине, услуга и индустрије. Дар се Салам има 10% становништва Танзаније, али 50% послова у индустрији је у Дар ес Саламу. Налази се на природној луци Индијског океана и представља главни чвор железнице и ауто-путева. Пошто је Танзанија имала високу стопу раста од 2000. године до сад, Дар ес Салам је растао још брже, јер зарађује као транспортни и трговачки центар. Раст индустрије спречава неједнолика дистрибуција струје и лоша инфраструктура. Корупција знатно утиче на бизнис.

### Саобраћај
Лука у Дар ес Саламу је природни излаз на Индијски океан за већи део Танзаније, и извоз пољопривредних производа и руда, преко ње се извози и пуно роба из суседних земаља Уганде, Руанде, Бурундија, Демократске Републике Конго, Замбије и Малавија. То је такође и транзитна лука према реци Конго, јер се жељезницом роба пребацује до реке Луалаба, једне од притока Конга и даље бродовима. Град је полазна станица две жељезничке линије; нове ТАЗАРА, изграђене 1975, која иде до Замбије, и старе Централне линије коју су углавном изградили Немци (а довршили Британци) која повезује град са Кигомом на Језеру Тангањика преко Додоме, чији други крак води до града Мванза на језеру Викторија.
Данас је Дар ес Салам данас због своје сликовите луке, прекрасних плажа, и узбудљивог ноћног живота постао популарна туристичка дестинација.
Дар ес Салам има и нешто индустрије, производи се сапун, боје, цигарете, прехрамбени производи, метална галантерија, стакло, текстил, обућа, намештај и дрвна галантерија.
Дар ес Салам има међународни аеродром Џулијус Њерере, који је највећи у земљи, назван по имену првог председника независне Тангањике и Танзаније. У њему има седиште домаћа компанија Ер Танзанија.

## Административна подела
Дар ес Салам је један од 26 региона Танзаније и подељен је на три дистрикта: Кинондони, Илала и Темеке.

## Образовање
Главни је образовни центар Танзаније. Ту се налази универзитет Дар ес Салам и још неколико универзитета.

## Градски живот
Стопа насилног криминала није толико велика, али крађе су јако учестао облик криминала.

## Култура
Дар ес Салам има много Индијаца и Арапа.

## Партнерски градови
- Хамбург